# Ambasciatori delle Città anseatiche in Danimarca
L'ambasciatore delle Città anseatiche in Danimarca era il primo rappresentante diplomatico delle Città anseatiche (Amburgo, Brema e Lubecca) in Danimarca.

## Storia
Le relazioni tra le città anseatiche e la Danimarca erano antiche quanto la stessa Lega Anseatica. Poiché la Danimarca aveva riunito sotto il suo dominio anche i regni di Norvegia (1380-1818) e Svezia (1392-1521) in unione personale sin dall'Unione di Kalmar, la questione principale tra le due entità statali fu da quel momento il governo del Mar Baltico. La Svezia fu il primo regno a rendersi indipendente sotto re Gustavo I Vasa e divenne a partire dal 1521 la maggiore tra le potenze della regione del Baltico per tutti i secoli successivi. La Danimarca-Norvegia continuò come unione fino al 1818. Fino al 1864 l'ambasciatore delle città anseatiche in Danimarca aveva competenze anche sui ducati di Schleswig e Holstein, in quanto appartenenti allo stato danese.
La prima rappresentanza diplomatica stabile tra le due entità statali venne posta già dal 1669 a Bergen, in Norvegia, da dove però successivamente venne spostata a Copenaghen. Inizialmente gli ambasciatori erano accreditati solo per la città di Lubecca, a cui in seguito si aggiunse anche Brema. Amburgo fu l'ultima città a venire rappresentata diplomaticamente a Copenaghen solo a partire dal 1769, cioè dopo la conclusione del Trattato di Gottorper (1768). La Danimarca, invece, possedeva una propria ambasciata permanente presso la città di Amburgo dal XVII secolo competente per tutte e tre le città anseatiche. 
Le città anseatiche aprirono consolati anche a Charlotte Amalie ed a Saint Thomas (nelle attuali Isole Vergini Americane, all'epoca di proprietà della Danimarca), a Helsingør ed a Hjørring. In Norvegia (sino al 1818), oltre a Bergen, vennero aperti consolati ad Arendal, a Christiania (Oslo), a Kristiansand, a Kristiansund ed a Stavanger.
Le relazioni diplomatiche rimasero attive sino alla costituzione della Confederazione Germanica del nord nel 1867 e poi dell'Impero tedesco nel 1871 quando le funzioni passarono all'ambasciatore tedesco in Danimarca.

## Città Anseatiche
- 1720: Gerhard Ernst von Franckenau
- 1720-1723: Johann Gottfried Masius
- 1723-?: Hieronymus Nicolaus Gercken
- 1752-1759: Hermann Jacob Forck
- 1759-1810: Heinrich Carl Meinig

1810-1814: Interruzione delle relazioni diplomatiche a seguito dell'occupazione francese
- 1814-1848: August Wilhelm Pauli
- 1848-1855: vacante
- 1855-1864: Friedrich Krüger
- 1864-1867: vacante

1867: Chiusura dell'ambasciata